# Tâm hoan hỉ

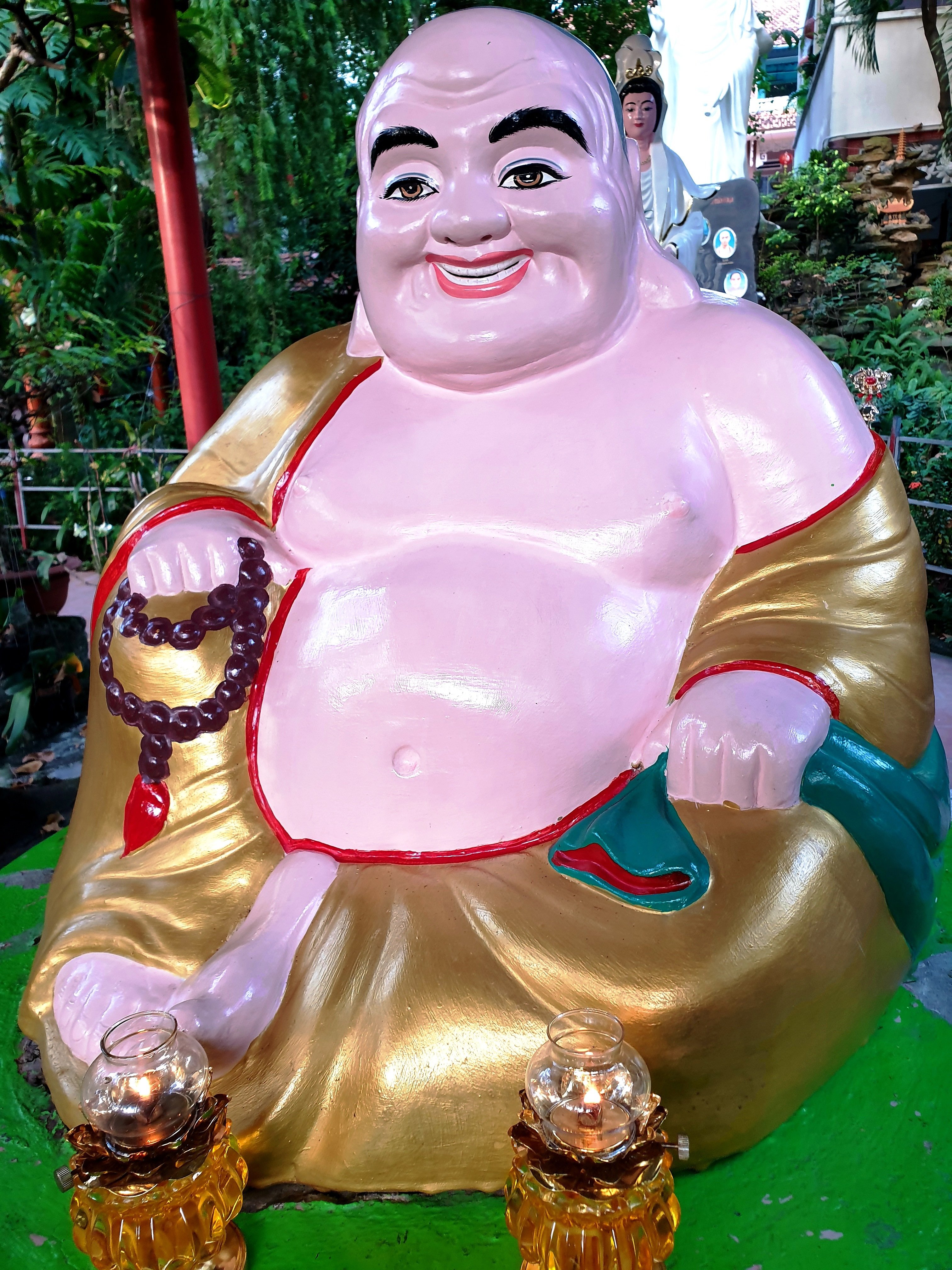
Phật Di Lặc với nụ cười hoan hỉ trước mọi sự của chúng sanh trong nhân gian

Tâm hoan hỉ hay tâm hoan hỷ (tiếng Phạn: Muditā/मुदिता) hay còn gọi là tâm hỷ hay hoan hỉ là một khái niệm trong Phật pháp chỉ về niềm vui, đặc biệt là niềm vui hân hoan đồng cảm, hay nguồn vui đến từ việc thật lòng phấn khởi trước hạnh phúc của người khác. Tâm hỷ vô lượng là một trạng thái tâm thức trong Tứ vô lượng, một điển hình về trạng thái tâm trí này là chính là tình cảm vô bờ bến của cha mẹ dành cho con cái khi quan sát hài lòng mãn nguyện về những thành tựu và thành công của đứa con của mình khi đang dần khôn lớn trưởng thành. Theo truyền thống, việc biểu lộ niềm vui cũng được coi là khó trau dồi nhất trong Tứ vô lượng (Brahmavihara), việc biểu hiện niềm vui, ăn mừng chiến thắng, thành tích hay hạnh phúc của người khác ngay cả khi chính chúng ta đang phải đối mặt với bi kịch ngang trái bất hạnh. 
Kẻ thù tiềm tàng của sự hân hỉ là lòng ghen tị hay ghen (Issā) và tham lam, những trạng thái tâm trí đối lập rõ ràng. Kẻ thù gần của hân hỉ chỉ là bề ngoài vui vẻ nhưng thực tế lại đối lập với nó một cách tinh tế hơn (ví dụ như bằng mặt nhưng không bằng lòng) là hưng phấn, khoái lạc được mô tả là sự bám víu vào trải nghiệm thú vị từ cảm giác thiếu thốn hoặc thiếu thốn gọi là sự xu phụ (Pahāsa) hay Schadenfreude chỉ về sự vui sướng trên nỗi đau của người khác, sự mừng thầm đắc thắng trên sự bất hạnh của người khác, cả hai cảm xúc này đều có xen lẫn sự ích kỷ và ác ý. Tâm hân hỉ không phải là trạng thái thỏa thích suông, cũng không phải cảm tình riêng đối với người nào mà là tâm vui thích trước hạnh phúc của người khác, trước sự thành đạt của chúng sanh. Điều này có nghĩa là người có tâm hoan hỷ sẽ vui sướng khi được làm một việc gì đó, giúp đỡ một ai đó hoặc chứng kiến sự thành công của một người, một tổ chức mà mình có hay không đóng góp công sức dự phần vào trong đó. 